# عباس محمود العقاد
عباس محمود العقاد أديب ومفكر وصحفي وشاعر مصري، ولد في أسوان عام 1889م، وهو عضو سابق في مجلس النواب المصري، وعضو في مجمع اللغة العربية بالقاهرة، لم يتوقف إنتاجه الأدبي بالرغم من الظروف القاسية التي مر بها؛ حيث كان يكتب المقالات ويرسلها إلى مجلة فصول، كما كان يترجم لها بعض الموضوعات، ويعد العقاد أحد أهم كتاب القرن العشرين في مصر، وقد ساهم بشكل كبير في الحياة الأدبية والسياسية، وأضاف للمكتبة العربية أكثر من مائة كتاب في مختلف المجالات، نجح العقاد في الصحافة، ويرجع ذلك إلى ثقافته الموسوعية، فقد كان يكتب شعراً ونثراً على السواء، وظل معروفآ عنه أنه موسوعي المعرفة يقرأ في التاريخ الإنساني والفلسفة والأدب وعلم الاجتماع.
اشتهر بمعاركهِ الأدبية والفكرية مع الشاعر أحمد شوقي، والدكتور طه حسين، والدكتور زكي مبارك، والأديب مصطفى صادق الرافعي، والدكتور العراقي مصطفى جواد، والدكتورة عائشة عبد الرحمن (بنت الشاطئ)، كما اختلف مع زميل مدرسته الشعرية الشاعر عبد الرحمن شكري، وأصدر كتابا من تأليفهِ مع المازني بعنوان الديوان هاجم فيهِ أمير الشعراء أحمد شوقي، وأرسى فيهِ قواعد مدرسته الخاصة بالشعر، توفي العقاد في القاهرة عام 1964م.

## حياته
ولد العقاد في أسوان في (29 شوال 1306 هـ - 28 يونيو 1889)، لأب مصري وأم من أصول كردية.
اقتصرت دراسته على المرحلة الابتدائية فقط؛ لعدم توافر المدارس الحديثة في محافظة أسوان، حيث ولد ونشأ هناك، كما أن موارد أسرته المحدودة لم تتمكن من إرساله إلى القاهرة كما يفعل الأعيان. واعتمد العقاد فقط على ذكائه الحاد وصبره على التعلم والمعرفة حتى أصبح صاحب ثقافة موسوعية لا تضاهى أبدًا، ليس بالعلوم العربية فقط وإنما العلوم الغربية أيضًا؛ حيث أتقن اللغة الإنجليزية من مخالطته للأجانب من السائحين المتوافدين لمحافظتي الأقصر وأسوان، مما مكنه من القراءة والاطلاع على الثقافات البعيدة. وكما كان إصرار العقاد مصدر نبوغه، فإن هذا الإصرار كان سببًا لشقائه أيضًا، فبعدما جاء إلى القاهرة وعمل بالصحافة وتتلمذ على يد المفكر والشاعر الأستاذ الدكتور محمد حسين محمد، خريج كلية أصول الدين من جامعة القاهرة. أسس بالتعاون مع إبراهيم المازني وعبد الرحمن شكري «مدرسة الديوان»، وكانت هذه المدرسة من أنصار التجديد في الشعر والخروج به عن القالب التقليدي العتيق. وعمل العقاد بمصنع للحرير في مدينة دمياط، وعمل بالسكك الحديدية لأنه لم ينل من التعليم حظاً وافراً حيث حصل على الشهادة الابتدائية فقط، لكنه في الوقت نفسه كان مولعا بالقراءة في مختلف المجالات، وقد أنفق معظم نقوده على شراء الكتب، والتحق بعمل كتابي بمحافظة قنا، ثم نقل إلى محافظة الشرقية.
توفى العقاد في 26 شوال 1383 هـ الموافق 12 مارس 1964 ولم يتزوج أبدا.

### وظائف الحكومة
اشتغل العقاد بوظائف حكومية كثيرة في المديريات ومصلحة التلغراف ومصلحة السكة الحديد وديوان الأوقاف. لكنه استقال منها واحدة بعد واحدة. ولما كتب العقاد مقاله الشهير «الاستخدام رق القرن العشرين» سنة 1907، كان على أهبة الاستعفاء من وظائف الحكومة والاشتغال بالصحافة.
بعد أن مل العقاد العمل الروتيني الحكومي. وبعد أن ترك عمله بمصلحة البرق، اتجه إلى العمل بالصحافة مستعينا بثقافته وسعة اطلاعه، فاشترك مع محمد فريد وجدي في إصدار صحيفة الدستور. وكان إصدار هذه الصحيفة فرصة لكي يتعرف العقاد بسعد زغلول ويؤمن بمبادئه. وتوقفت الصحيفة عن الصدور بعد فترة. وهو ما جعل العقاد يبحث عن عمل يقتات منه. فاضطر إلى إعطاء بعض الدروس ليحصل قوت يومه. ومما قاله العقاد عن تجاربه مع وظائف الحكومة:
| عباس محمود العقاد | ومن السوابق التي أغتبط بها أنني كنت فيما أرجح أول موظف مصري استقال من وظيفة حكومية بمحض اختياره، يوم كانت الاستقالة من الوظيفة والانتحار في طبقة واحدة من الغرابة وخطل الرأي عند الأكثرين. وليس في الوظيفة الحكومية لذاتها معابة على أحد، بل هي واجب يؤديه من يستطيع، ولكنها إذا كانت باب المستقبل الوحيد أمام الشاب المتعلم فهذه هي المعابة على المجتمع بأسره. وتزداد هذه المعابة حين تكون الوظيفة كما كانت يومئذ عملا آليا لا نصيب فيه للموظف الصغير والكبير غير الطاعة وقبول التسخير، وأما المسخر المطاع فهو الحاكم الأجنبي الذي يستولي على أداة الحكم كلها، ولا يدع فيها لأبناء البلاد عملا إلا كعمل المسامير في تلك الأداة. | عباس محمود العقاد |

| عباس محمود العقاد | كنا نعمل بقسم التكلفات أي تدوين الملكيات الزراعية أيام فك الزمام، وليس أكثر في هذه الأيام من العقود الواردة من المحاكم ومن الأقاليم فلا طاقة للموظف بإنجاز العمل مرة واحدة فضلا عن إنجازه مرتين. وكنت أقرر عددا من العقود أنجزه كل يوم ولا أزيد عليه ولو تراكمت الأوراق على المكتب كالتلال، ومن هذه العقود عقد أذكره تماما.. كان لأمين الشمسي باشا والد السيد علي باشا الشمسي الوزير السابق المعروف، مضت عليه أشهر وهو بانتظار التنفيذ في الموعد الذي قررته لنفسي. وجاء الباشا يسأل عنه فرأيته لأول مرة، ورأيته لا يغضب ولا يلوم حين تبينت له الأعذار التي استوجبت ذلك القرار. | عباس محمود العقاد |

| عباس محمود العقاد | إن نفوري من الوظيفة الحكومية في مثل ذلك العهد الذي يقدسها كان من السوابق التي أغتبط بها وأحمد الله عليها.. فلا أنسى حتى اليوم أنني تلقيت خبر قبولي في الوظيفة الأولى التي أكرهتني الظروف على طلبها كأنني أتلقى خبر الحكم بالسجن أو الأسر والعبودية.. إذ كنت أؤمن كل الإيمان بأن الموظف رقيق القرن العشرين | عباس محمود العقاد |

## العمل بالسياسة
بعد أن عمل بالصحافة، صار من كبار المدافعين عن حقوق الوطن في الحرية والاستقلال، فدخل في معارك حامية مع القصر الملكي، مما أدى إلى ذيع صيته واُنْتخب عضوًا بمجلس النواب. سجُن بعد ذلك لمدة تسعة أشهر عام 1930 بتهمة العيب في الذات الملكية؛ فحينما أراد الملك فؤاد إسقاط عبارتين من الدستور، تنص إحداهما على أن الأمة مصدر السلطات، والأخرى أن الوزارة مسؤولة أمام البرلمان، ارتفع صوت العقاد من تحت قبة البرلمان على رؤوس الأشهاد من أعضائه قائلًا: «إن الأمة على استعداد لأن تسحق أكبر رأس في البلاد يخون الدستور ولا يصونه». وفي موقف آخر أشد وطأةً من الأول، وقف الأديب الكبير موقفًا معاديًا للنازية خلال الحرب العالمية الثانية، حتى إن أبواق الدعاية النازية وضعت اسمه بين المطلوبين للعقاب، كان العقاد يبشر بانتصار الديمقراطية في الوقت الذي كانت فيها المظاهرات في مصر ترفع شعار «إلى الأمام يا روميل»، وما إن اقترب جنود إرفين روميل من أرض مصر حتى تخوف العقاد من عقاب الزعيم النازي أدولف هتلر، وهرب سريعًا إلى السودان عام 1943 ولم يعد إلا بعد انتهاء الحرب بخسارة دول المحور.

## فكر العقاد
كان العقاد ذا ثقافة واسعة، إذ عرف عنه أنه موسوعي المعرفة. فكان يقرأ في التاريخ الإنساني والفلسفة والأدب وعلم النفس وعلم الاجتماع، وقد قرأ واطلع على الكثير من الكتب، وبدأ حياته الكتابية بالشعر والنقد، ثم زاد على ذلك الفلسفة والدين. ولقد دافع في كتبه عن الإسلام وعن الإيمان فلسفيا وعلميا ككتاب «الله» وكتاب «حقائق الإسلام وأباطيل خصومه»، ودافع عن الحرية ضد الشيوعية والوجودية والفوضوية (مذهب سياسي)، وكتب عن المرأة كتابا عميقا فلسفيا أسماه هذه الشجرة، حيث يعرض فيه المرأة من حيث الغريزة والطبيعة وعرض فيه نظريته في الجمال.
يقول العقاد أن الجمال هو الحرية، فالإنسان عندما ينظر إلى شيء قبيح تنقبض نفسه وينكبح خاطره ولكنه إذا رأى شيئا جميلا تنشرح نفسه ويطرد خاطره، إذن فالجمال هو الحرية، والصوت الجميل هو الذي يخرج بسلاسة من الحنجرة ولا ينحاش فيها، والماء يكون آسنا لكنه إذا جرى وتحرك يصبح صافيا عذبا. والجسم الجميل هو الجسم الذي يتحرك حرا فلا تشعر أن عضوا منه قد نما على الآخر، وكأن أعضاؤه قائمة بذاتها في هذا الجسد. وللعقاد إسهامات في اللغة العربية إذ كان عضوا في مجمع اللغة العربية بالقاهرة وأصدر كتبا يدافع فيها عن اللغة العربية ككتابه الفريد من نوعه اللغة الشاعرة.

## معاركهُ الأدبية
وفي حياة العقاد معارك أدبية جَعَلتْهُ نهمَ القراءة والكتابة، منها: معاركه مع الرافعي وموضوعها فكرة إعجاز القرآن، واللغة بين الإنسان والحيوان، ومع طه حسين حول فلسفة أبي العلاء المعري ورجعته، ومع الشاعر جميل صدقي الزهاوي في قضية الشاعر بين الملكة الفلسفية العلمية والملكة الشعرية، ومع محمود أمين العالم وعبد العظيم أنيس في قضية وحدة القصيدة العضوية ووحدتها الموضوعية ومعارك أخرى جمعها عامر العقاد في كتابه: «معارك العقاد الأدبية».

## شعره
أول دواوين العقاد حمل عنوان «يقظة الصباح» ونشر سنة 1916 وعمر العقاد حينها 27 سنة. وكتب العقاد في حياته عشرة دواوين شعر. وقد ذكر العقاد في مقدمة كتابهِ «ديوان من دواوين» أسماء تسعة دواوين له مرتبة وهي: يقظة صباح، ووهج الظهيرة، وأشباح الأصيل، وأشجان الليل، ووحي الأربعين، وهدية الكروان، وعابر سبيل، وأعاصير مغرب، وبعد الأعاصير. ثم كتب آخر دواوينه وهو «ما بعد البعد». في عام 1934 نظم العقاد نشيد العلم. وقد غني نشيده هذا وأذيع في المذياع في حينها. وكان قد لحنه الملحن عبد الحميد توفيق زكي.
وفي عام 2014 صدر كتاب بعنوان «المجهول والمنسي من شعر العقاد» من إعداد أحد تلاميذ العقاد وهو الباحث محمد محمود حمدان. وقد جمع في هذا الكتاب القصائد والأشعار غير المنشورة للعقاد.

### تكريم العقاد
في أبريل من عام 1934 أقيم حفل تكريم للعقاد في مسرح حديقة الأزبكية حضره العديد من الأدباء ومجموعة من الأعلام والوزراء. وألقى الدكتور طه حسين في هذا الحفل كلمة مدح فيها شعر العقاد فقال: «تسألونني لماذا أومن بالعقاد في الشعر الحديث وأومن به وحده، وجوابي يسير جدا، لأنني أجد عند العقاد ما لا أجده عند غيره من الشعراء... لأني حين أسمع شعر العقاد أو حين أخلو إلى شعر العقاد فإنما أسمع نفسي وأخلو إلى نفسي. وحين أسمع شعر العقاد إنما أسمع الحياة المصرية الحديثة وأتبين المستقبل الرائع للأدب العربي الحديث».
ثم أشاد طه حسين بقصائد العقاد ولا سيما قصيدة ترجمة شيطان التي يقول إنه لم يقرأ مثلها لشاعر في أوروبا القديمة وأوروبا الحديثة[بحاجة لمصدر]. ثم قال طه حسين في نهاية خطابه: «ضعوا لواء الشعر في يد العقاد وقولوا للأدباء والشعراء أسرعوا واستظلوا بهذا اللواء فقد رفعه لكم صاحبه».

### نقد شعر العقاد
يقول الدكتور جابر عصفور عن شعر العقاد: «فهو لم يكن من شعراء الوجدان الذين يؤمنون بأن الشعر تدفق تلقائي للانفعالات... بل هو واحد من الأدباء الذين يفكرون فيما يكتبون، وقبل أن يكتبوه، ولذلك كانت كتاباته الأدبية "فيض العقول"... وكانت قصائده عملا عقلانيا صارما في بنائها الذي يكبح الوجدان ولا يطلق سراحه ليفيض على اللغة بلا ضابط أو إحكام، وكانت صفة الفيلسوف فيه ممتزجة بصفة الشاعر، فهو مبدع يفكر حين ينفعل، ويجعل انفعاله موضوعا لفكره، وهو يشعر بفكره ويجعل من شعره ميدانا للتأمل والتفكير في الحياة والأحياء».[بحاجة لمصدر]
ويقول زكي نجيب محمود في وصف شعر العقاد: «إن شعر العقاد هو البصر الموحي إلى البصيرة، والحس المحرك لقوة الخيال، والمحدود الذي ينتهي إلى اللامحدود، هذا هو شعر العقاد وهو الشعر العظيم كائنا من كان كاتبه... من حيث الشكل، شعر العقاد أقرب شيء إلى فن العمارة والنحت، فالقصيدة الكبرى من قصائده أقرب إلى هرم الجيزة أو معبد الكرنك منها إلى الزهرة أو جدول الماء، وتلك صفة الفن المصري الخالدة، فلو عرفت أن مصر قد تميزت في عالم الفن طوال عصور التاريخ بالنحت والعمارة عرفت أن في شعر العقاد الصلب القوي المتين جانبا يتصل اتصالا مباشرا بجذور الفن الأصيل في مصر».

## مؤلفاته

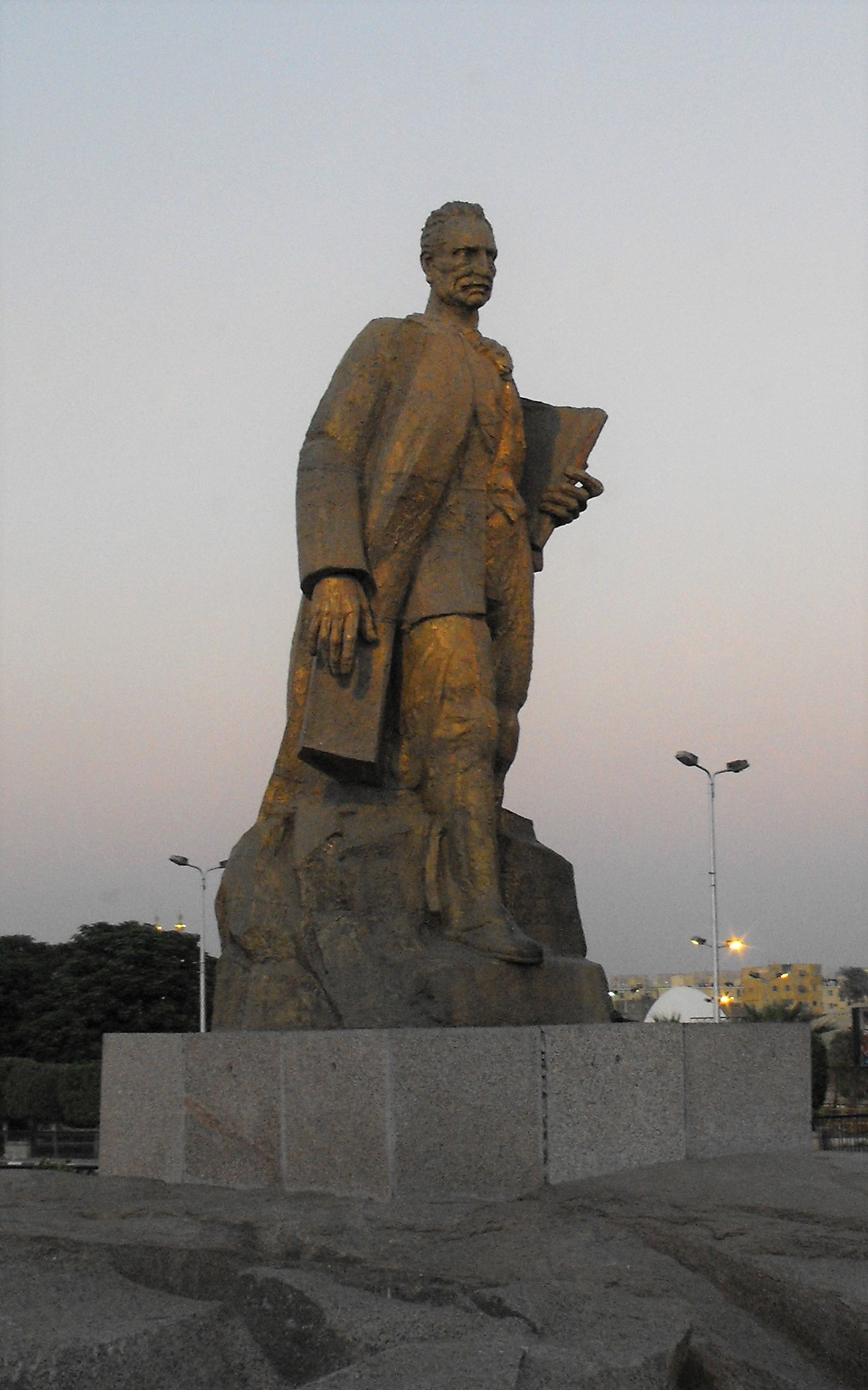
تمثال عباس العقاد في أسوان.

منذ تعطلت جريدة الضياء في عام 1936، وكان العقاد فيها مديرا سياسيا، انصرف جهده الأكبر إلى التأليف والتحرير في المجلات. فكانت أخصب فترة إنتاجا. فقد ألف فيها 75 كتابا من أصل نحو 100 كتاب ونيف ألفها. هذا عدا نحو 15 ألف مقال أو تزيد مما يملأ مئات الكتب الأخرى.
من مؤلفات العقاد المؤرخة:

### المؤلفات المبكرة
- أصدرت دار الهلال للعقاد أول كتبه خلاصة اليومية والشذور (1912)
- الإنسان الثاني (1913)، ويناقش في هذا الكتاب المكانة والاحترام الذي أحرزته المرأة في الحضارة الحديثة.
- ساعات بين الكتب (1914)، قراءة منوعة لكتب الفلسفة والتراث والشعر.
- خرج أول دواوينه يقظة الصباح (1916) وقد احتوى الديوان على قصائد عديدة منها «فينوس على جثة أدونيس» وهي مترجمة عن شكسبير وقصيدة «الشاعر الأعمى» و«العقاب الهرم» و«خمارويه وحارسه» و«رثاء أخ» وترجمة لقصيدة «الوداع» للشاعر الإسكتلندي روبرت برنز.
- ديوان وهج الظهيرة (1917)
- ديوان أشباح الأصيل (1921)
- الديوان في النقد والأدب، بالاشتراك مع إبراهيم عبد القادر المازني. وقد خصص لنقد أعلام الجيل الأدبي السابق عليهما مثل أحمد شوقي ولطفي المنفلوطي ومصطفى صادق الرافعي (1921)
- الحكم المطلق في القرن العشرين (1928). كانت مصر في ذلك الوقت تحت الاحتلال البريطاني، وكان موسوليني قد ظهر في إيطاليا، فألف كتابه هذا وحمل فيه على الحكم الاستبدادي. يقول الكاتب والناقد رجاء النقاش عن الكتاب: «وهو كتاب صغير مجهول، أهداه العقاد إلى مصطفي النحاس باشا. وكان العقاد أيامها منتميا إلى حزب الوفد. وفي هذا الكتاب يدافع العقاد عن الديمقراطية دفاعا قويا ويؤكد أن الديمقراطية هي التي تحمي البلدان والشعوب من الاضطرابات. وأن البلدان الديمقراطية هي التي تنتصر في الحروب، بينما تنهزم الدول القائمة علي الديكتاتورية.»[15] ثم أصدر كتابه اليد القوية في مصر (1928). وموضوعه الأحداث السياسية الجارية في مصر وقتها.
- ديوان أشجان الليل (1928)
- الفصول (1929). وهو مجموعة من المقالات الأدبية والاجتماعية والخواطر، كانت تنشر في صحف ومجلات ما بين عامي 1913 و1922. وكتاب فلسفي هو مجمع الأحياء (1929).

### فترة الثلاثينات والأربعينات
- ديوان هدية الكروان (1933)
- سعد زغلول، عن حياة السياسي المعروف سعد زغلول وثورة 1919 (1936)
- ديوان عابر سبيل. وكتاب نقدي تاريخي بعنوان: شعراء مصر وبيانهم في الجيل الماضي 1355 - 1937، عبارة عن مقالات كل مقال عن شاعر من جيل معين. إضافة على إعادة طبع ساعات بين الكتب. (1937)
- بعد خروجه من السجن ببضعة أعوام كتب لمجلة «كل شيء» في موضوع «حياة السجن» عدة مقالات جمعها في كتاب بعنوان: عالم السدود والقيود (1937)
- سارة (1938)، سلسلة مقالات بعنوان «مواقف في الحب» كتبها لمجلة الدنيا الصادرة عن دار الهلال، والتي جمعها فيما بعد في هذا الكتاب.
- رجعة أبي العلاء (1939)، كتاب يبحث في فكر وفلسفة الشاعر أبو العلاء المعري.
- هتلر في الميزان، دراسة في شخصية القائد الألماني أدولف هتلر، وكان بعض المصريين وقت الحرب العالمية الثانية يميلون إلى هتلر لأنهم ضد الاحتلال الإنجليزي. لكن العقاد عكس ذلك كان ضد هتلر والنازية. النازية والأديان، دراسة في رؤية النازية للمسيحية. (1940)
- أبو نواس، دراسة في شخصية الشاعر أبو نواس.
- عبقريات: عبقرية محمد[16]، عبقرية عمر[17] (1941)
- ديوان العقاد
- ديوان وحي الأربعين. وديوان أعاصير مغرب (1942)
- الصديقة بنت الصديق، دراسة عن عمر بن أبي ربيعة (1943)
- ابن الرومي حياته من شعره
- عمرو بن العاص، دراسة أدبية عن جميل وبثينة (1944)
- هذه الشجرة، الحسين بن علي، بلال بن رباح، داعي السماء، عبقرية خالد بن الوليد، فرنسيس باكون، عرائس وشياطين، في بيتي (1945)
- ابن سينا، أثر العرب في الحضارة الأوربية (1946)
- الله، الفلسفة القرآنية (1947)
- غاندي، عقائد المفكرين (1948)
- عبقرية الإمام (1949)
- عاهل جزيرة العرب / الملك عبد العزيز

### فترة الخمسينات والستينات
- ديوان بعد الأعاصير، برناردشو، فلاسفة الحكم، عبقرية الصديق (1950)
- الديمقراطية في الإسلام، ضرب الإسكندرية في 11 يولية، محمد علي جناح، سن ياتسن، بين الكتب والناس (1952)
- عبقرية المسيح، إبراهيم أبو الأنبياء، أبو نواس (1953).
- عثمان بن عفان، ألوان من القصة القصيرة في الأدب الأمريكي، الإسلام في القرن العشرين (1954)
- طوالع البعثة المحمدية، الشيوعية والإنسانية، الصهيونية العالمية، إبليس (1955)
- معاوية في الميزان، جحا الضاحك المضحك، الشيوعية والوجودية (1956)
- بنجامين فرانكلين، الإسلام والاستعمار، لا شيوعية ولا استعمار، حقائق الإسلام وأباطيل خصومه (1957)
- التعريف بشكسبير (1958)
- القرن العشرين، ما كان وسيكون، المرأة في القرآن، عبد الرحمن الكواكبي (1959)
- الثقافة العربية أسبق من الثقافة اليونانية والعبرية، شاعر أندلسي وجائزة عالمية (1960)
- الإنسان في القرآن، الشيخ محمد عبده (1961)
- التفكير فريضة إسلامية (1962)
- أشتات مجتمعات في اللغة والأدب (1963)
- جوائز الأدب العالمية (1964)
- أفيون الشعوب

## بعد وفاته
- المقالات النادرة - الجزء 1، دار المحرر الأدبي
- المقالات النادرة - الجزء 2، دار المحرر الأدبي
- المقالات النادرة - الجزء 3، دار المحرر الأدبي
- المقالات النادرة - الجزء 4، دار المحرر الأدبي
- المقالات النادرة - الجزء 5، دار المحرر الأدبي

## كتاب السيرة الذاتية
كان الأديب طاهر الطناحي رئيس تحرير مجلة الهلال التي كان يكتب فيها العقاد يقترح على العقاد كتابة سيرته الذاتية. فوافق العقاد وأرسل إلى المجلة مقالات متفرقة عن حياته جمعت بعد وفاته في كتاب واحد. يقول الطناحي في هذا الصدد:
«في نحو السابعة والخمسين من عمره اقترحت على العقاد أن يكتب كتابا عن حياته فأجابني: " سأكتب هذا الكتاب وسيكون عنوانه "عني" وسيتناول حياتي الشخصية وحياتي الأدبية والسياسية والاجتماعية" كان هذا الحديث في أواخر سنة 1946.
وكان العقاد قد كتب للمجلة قبل ذلك مقالتين "بعد الأربعين" و"وحي الخمسين"... فاعتزمت أن استكتبه في الهلال سائر فصول هذا الجانب إلى نهايته ثم أجمعه له في كتاب منفرد... وكان أول ما كتبه بعد هذا الاتفاق مقال: إيماني في يناير 1947 ثم مقال أبي إلى آخر ما كتبه من الفصول التي قربت على الثلاثين فصلا...
فأخذت في جمع هذه الفصول وضممت إليها خمسة فصول نشرتها مجلات أخرى... وما كدت أنتهي من جمعها حتى مرض وعاجلته المنية. فرأيت من الوفاء له أن أنشر هذا الكتاب واخترت له عنوان "أنا"... فقد كان يترك لي عنوان بعض مقالاته وكتبه في الهلال».
ثم كتب العقاد كتابه حياة قلم الذي بدأ في كتابته سنة 1957. وفي الكتاب أحاديث عن حياته الاجتماعية والسياسية من بداياتها حتى ثورة 1919، وقد كان في عزمه أن يكمله ولأمر ما وقف به هذا الموقف.

## تقدير العقاد

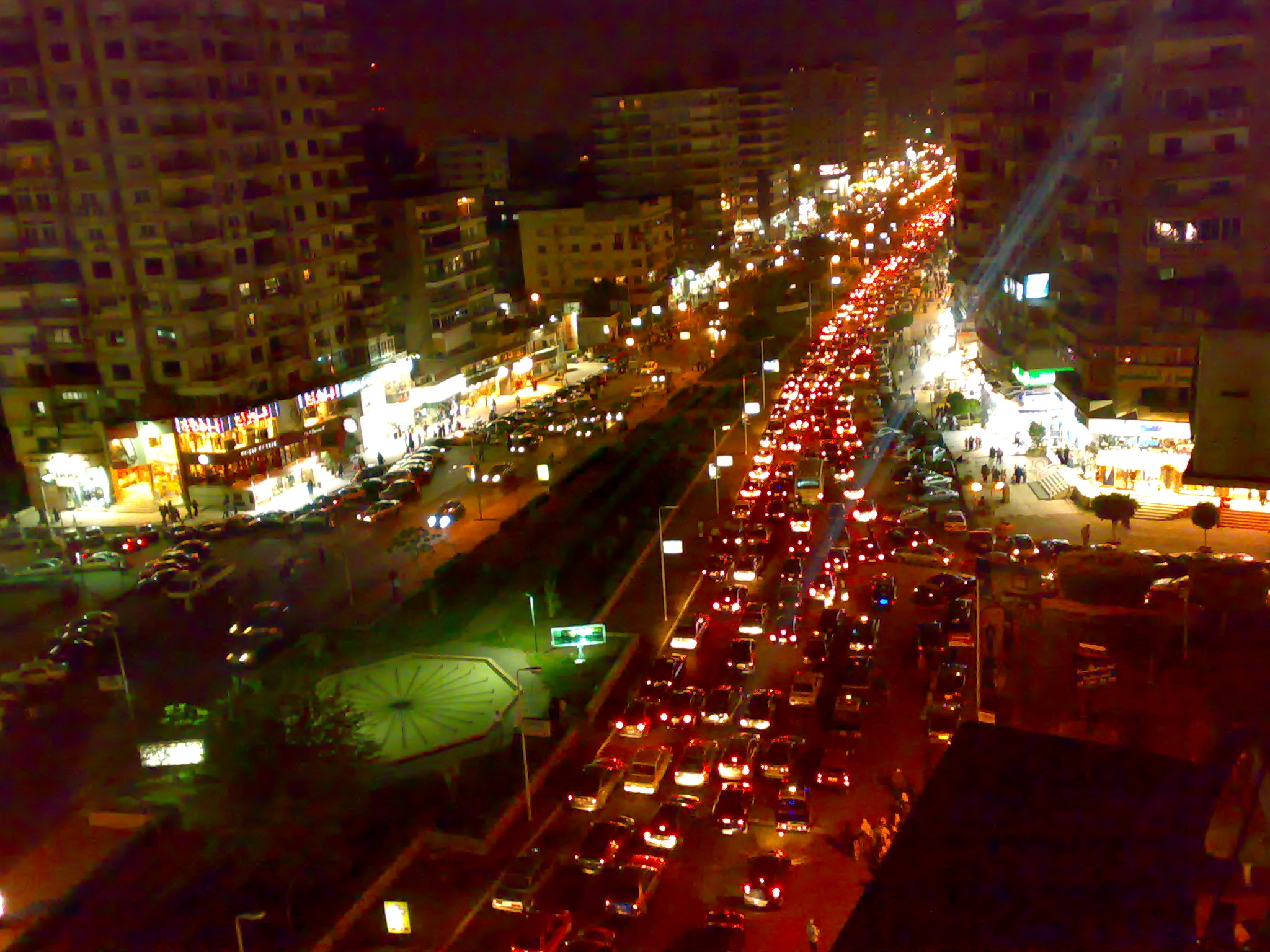
شارع عباس العقاد ليلا

تُرجمت بعض كتبه إلى اللغات الأخرى، فتُرجم كتابه المعروف «الله» إلى الفارسية، ونُقلت عبقرية محمد وعبقرية الإمام علي، وأبو الشهداء إلى الفارسية، والأردية، والملاوية، كما تُرجمت بعض كتبه إلى الألمانية والفرنسية والروسية. وأطلقت كلية اللغة العربية بالأزهر اسم العقاد على إحدى قاعات محاضراتها، وسمي باسمه أحد أشهر شوارع القاهرة وهو شارع عباس العقاد الذي يقع في مدينة نصر.
كما أنتج مسلسل بعنوان العملاق يحكي قصة حياة العقاد وكان من بطولة محمود مرسي
منحه الرئيس المصري جمال عبد الناصر جائزة الدولة التقديرية في الآداب وتسلمها العقاد ولم يرفضها كما يتردد، لكنه رفض الدكتوراه الفخرية من جامعة القاهرة.